# Numero p-adico
Il sistema dei numeri {\displaystyle p}-adici è stato descritto per la prima volta da Kurt Hensel nel 1897. Per ogni numero primo {\displaystyle p}, il sistema dei numeri {\displaystyle p}-adici estende l'aritmetica dei numeri razionali in modo differente rispetto all'estensione verso i numeri reali e complessi. L'uso principale di questo strumento viene fatto nella teoria dei numeri.
L'estensione è ottenuta da un'interpretazione alternativa del concetto di valore assoluto. Il motivo della creazione dei numeri {\displaystyle p}-adici era il tentativo di introdurre il concetto e le tecniche delle serie di potenze nel campo della teoria dei numeri. Attualmente il loro utilizzo va oltre, per esempio l'analisi dei {\displaystyle p}-adici rappresenta una forma alternativa di calcolo differenziale.
Più concretamente per un dato numero primo {\displaystyle p}, il campo {\displaystyle \mathbb {Q} _{p}} dei numeri {\displaystyle p}-adici è un'estensione dei numeri razionali. Se tutti i campi {\displaystyle \mathbb {Q} _{p}} vengono considerati collettivamente, arriviamo al principio locale-globale di Helmut Hasse, il quale a grandi linee afferma che certe equazioni possono essere risolte nell'insieme dei numeri razionali se e solo se possono essere risolte negli insiemi dei numeri reali e dei numeri {\displaystyle p}-adici per ogni {\displaystyle p}. Il campo {\displaystyle \mathbb {Q} _{p}} possiede una topologia indotta da una metrica, che è, a sua volta, indotta da una norma alternativa sui numeri razionali. Questa metrica è completa, nel senso che ogni serie di Cauchy converge.
Nel campo delle curve ellittiche, i numeri {\displaystyle p}-adici sono conosciuti come numeri {\displaystyle \ell }-adici, a causa dei lavori di Jean-Pierre Serre. Il numero primo {\displaystyle p} è spesso riservato per l'aritmetica modulare di queste curve.

## Motivazioni
L'introduzione più semplice ai numeri {\displaystyle p}-adici è considerare i numeri {\displaystyle 10}-adici, che sono gli interi con un infinito numero di cifre a sinistra. Si prenda per esempio il numero {\displaystyle \ldots 9999}, dove i puntini a sinistra indicano un numero infinito di cifre "{\displaystyle 9}", e si eseguano su di esso delle operazioni aritmetiche. Eseguendo la semplice operazione di sommare il numero {\displaystyle 1} (che in formato {\displaystyle p}-adico è {\displaystyle \ldots 0001}), otteniamo:
{\displaystyle {\frac {\;\;\;\ldots 9999 \atop +\ldots 0001}{\ldots 0000}}}
come si può facilmente vedere lavorando da destra a sinistra e riportando sempre un {\displaystyle 1}. Per i numeri {\displaystyle 10}-adici si ha quindi che {\displaystyle \ldots 9999=-1}. Ne segue che gli interi negativi possono essere rappresentati come una serie di cifre, dove quelle a sinistra sono {\displaystyle 9}. Gli avvezzi all'informatica avranno notato che questa "tecnica" è del tutto analoga alla notazione complemento a due, nella quale i numeri negativi sono scritti con una serie di {\displaystyle 1} a sinistra; nei {\displaystyle 2}-adici avviene esattamente la stessa cosa. In generale, si avrà la cifra {\displaystyle p-1} per i numeri {\displaystyle p}-adici.

## Costruzione

### Approccio analitico
L'approccio analitico consiste nel considerare all'interno di {\displaystyle \mathbb {Q} } non la norma euclidea, ma appunto la norma p-adica definita da:
{\displaystyle ||x||_{p}={\frac {1}{p^{n}}},}
dove {\displaystyle n\in \mathbb {Z} } e {\displaystyle x\in \mathbb {Q} } è scritto in forma irriducibile, cioè tale che {\displaystyle x=p^{n}{\frac {a}{b}}}, con {\displaystyle a} e {\displaystyle b} interi tali che {\displaystyle p\nmid a} e {\displaystyle p\nmid b}.
Questa norma induce di conseguenza una distanza e quindi si può parlare di convergenza di successioni.
In questo modo i numeri {\displaystyle p}-adici {\displaystyle \mathbb {Q} _{p}} vengono definiti come il completamento secondo Cauchy di {\displaystyle \mathbb {Q} } con la norma {\displaystyle p}-adica. I numeri {\displaystyle p}-adici di norma minore o uguale a {\displaystyle 1} sono detti interi {\displaystyle p}-adici e l'insieme di tutti gli interi {\displaystyle p}-adici, in genere indicato con {\displaystyle \mathbb {Z} _{p}}, forma un sottoanello di {\displaystyle \mathbb {Q} _{p}.}
Viene definita anche la valutazione {\displaystyle p}-adica come la valutazione:
{\displaystyle v_{p}(a)=\log _{\frac {1}{p}}||a||_{p}.}

### Approccio algebrico
L'approccio algebrico consiste nel considerare {\displaystyle \mathbb {Q} _{p}} come il campo delle frazioni di {\displaystyle \mathbb {Z} _{p}}, che a sua volta è il limite proiettivo di {\displaystyle \mathbb {Z} /p^{n}\mathbb {Z} }.
La caratteristica di {\displaystyle \mathbb {Q} _{p}} è {\displaystyle 0} ed infatti il suo sottocampo fondamentale è {\displaystyle \mathbb {Q} }, e che {\displaystyle \mathbb {Q} \subset \mathbb {Q} _{p}} si vede immediatamente dalla costruzione analitica.

## Rappresentazione
Un modo comune di rappresentare un numero {\displaystyle p}-adico {\displaystyle a\in \mathbb {Q} _{p}} è il seguente:
{\displaystyle a=\sum _{i=n}^{\infty }a_{i}p^{i},}
con {\displaystyle a_{n}\neq 0}, dove {\displaystyle n\in \mathbb {Z} } non è altro che la valutazione {\displaystyle p}-adica {\displaystyle v_{p}(a)} e {\displaystyle 0\leq a_{i}\leq p-1} per ogni {\displaystyle i}.
La convergenza di questa serie è garantita dal fatto che con la norma {\displaystyle p}-adica
{\displaystyle \lim _{m\rightarrow +\infty }\sum _{i=m}^{\infty }a_{i}p^{i}=0.}
A volte viene utilizzata anche la seguente rappresentazione: {\displaystyle a=(a_{-k}a_{-k+1}\dots a_{0},a_{1}\dots a_{n}\dots )} dove gli {\displaystyle a_{i}} sono i coefficienti della serie precedentemente considerata. Da notare la virgola presente dopo {\displaystyle a_{0}}, i numeri precedenti alla virgola sono in numero finito, mentre quelli successivi in numero infinito, eventualmente si possono ripetere da un certo punto in poi in modo periodico.